# Johann Nepomuk von Nussbaum
Johann Nepomuk Ritter von Nussbaum (2 de septiembre de 1829 - 31 de octubre de 1890) fue un cirujano alemán nacido en  Múnich.
En 1853, consiguió su doctorado en medicina por la Universidad de Múnich, donde estudio bajo la dirección de Karl Thiersch (1822-1895) y Franz Christoph von Rothmund (1801-1891). En los años siguientes continuó sus estudios de cirugía con Auguste Nélaton (1807-1873), Charles Chassaignac (1805-79) y Jules Maisonneuve (1809-1897) en París, y bajo Bernhard von Langenbeck (1810-1887) en Berlín. Durante los principios de la década de 1870, viajó a Inglaterra donde aprendió técnicas de cirugía pélvica bajo Thomas Spencer Wells (1818-1897). Desde 1860 hasta 1890 Nussbaum fue profesor de cirugía en la Universidad de Múnich. Durante la guerra franco-prusiana sirvió como consultor médico de las tropas bávaras.
Nussbaum es recordado por el desarrollo de innovadoras operaciones quirúrgicas, y la introducción de las prácticas antisépticas de Lister en la cirugía en Múnich. Antes de las medidas antisépticas en Múnich, había un ratio extremadamente alto de muerte debido a infecciones en las operaciones. El popular libro de Nussbaum sobre el tratamiento antiséptico de heridas, Leitfaden zur antiseptischen Wundbehandlung, fue posteriormente traducido a varios idiomas.
También publicó importantes obras sobre cirugía ocular, ovariotomía y trasplante óseo. El dispositivo "brazalete de Nussbaum" lleva su nombre.  
Está enterrado en el Alter Südfriedhof en Múnich, Alemania.